# Ledpanna
Ledpannan är den urholkade, konkava ledytan i en led där ledbrosk möter ledhuvudet på ett sådant sätt att leden kan behålla en god rörlighet.

## Exempel på ledpannor
- Skulderbladets ledpanna, cavitas glenoidalis eller fossa glenoidalis
- Höftledsgropen (latin: acetabulum)
- Armbågsledens ledpanna, incisura trochlearis